# کریستر هدین
کریستر هدین (متولد ۱۹۳۹)، اسلام‌شناس، نویسنده و محقق سوئدی و استاد دانشگاه استکهلم در رشته ادیان است. او چندین کتاب دربارهٔ اسلام‌شناسی تألیف کرده‌است. اخیراً کتابی به زبان سوئدی تحت عنوان «الهیات رهایی بخش علی شریعتی؛ مفاهیم غربی در اسلام انقلابی شیعه» از او منتشر شده‌است که به زندگی و اندیشهٔ علی شریعتی می‌پردازد. علی فیاض در حال ترجمه این کتاب است.